# Nebel im August

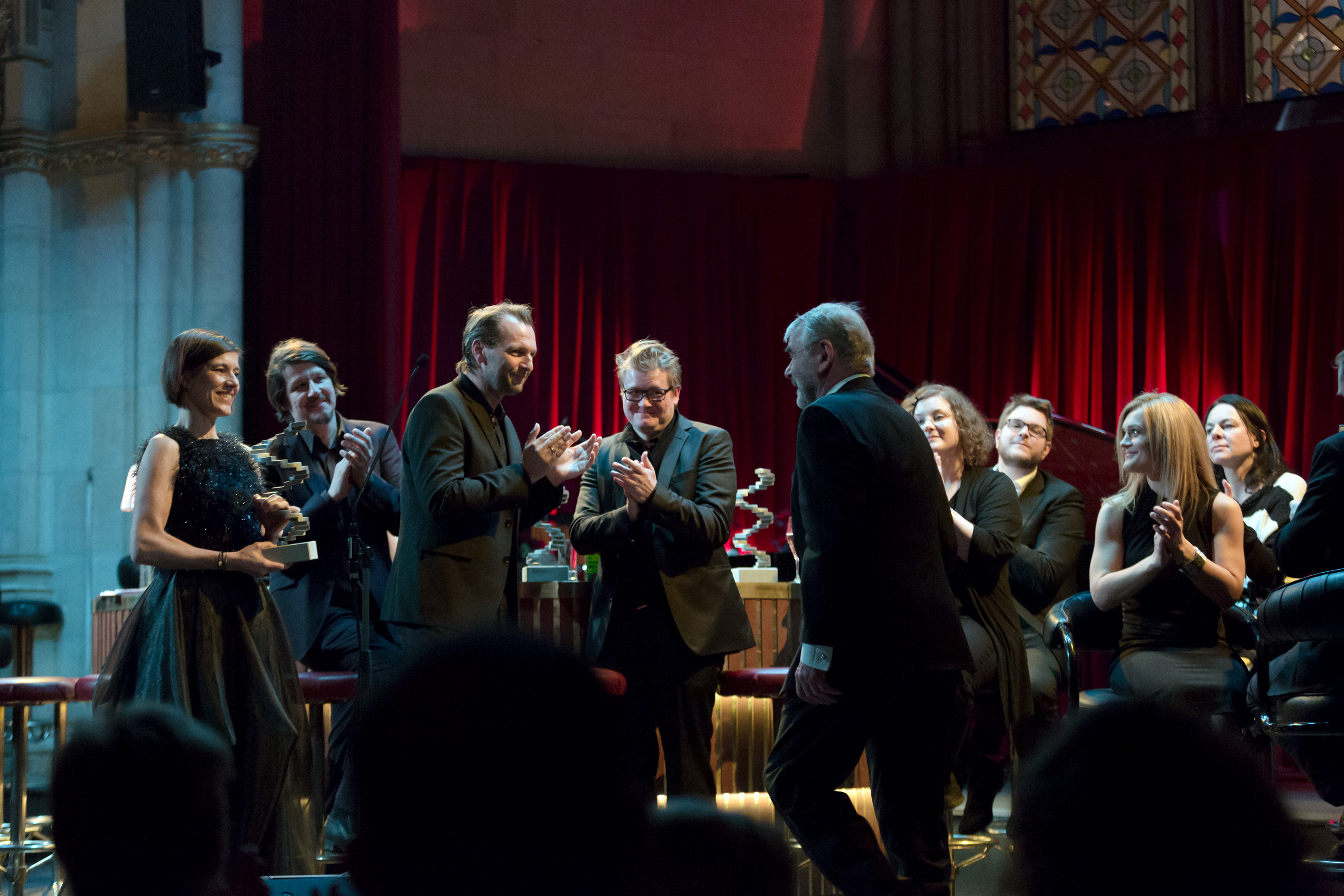

Pour plus de détails, voir Fiche technique et Distribution.
Nebel im August est un film allemand réalisé par Kai Wessel, sorti en 2016.

## Synopsis
Ernst Lossa, un enfant yéniche, est envoyé dans un établissement psychiatrique en Allemagne nazie. Un jour, une infirmière arrive au centre depuis Hadamar, hôpital où se pratique l'euthanasie des patients handicapés mentaux.

## Fiche technique
- Titre : Nebel im August
- Réalisation : Kai Wessel
- Scénario : Holger Karsten Schmidt d'après le roman Nebel im August: Die Lebensgeschichte des Ernst Lossa de Robert Domes
- Musique : Martin Todsharow
- Photographie : Hagen Bogdanski
- Montage : Tina Freitag
- Production : Ulrich Limmer
- Société de production : Collina Film, Dor Film Produktionsgesellschaft, Studiocanal, ARRI Media Productions, B. A. Produktion, Ernst Eberlein Filmproduktion et ZDF
- Pays :  Allemagne et  Autriche
- Genre : Drame et historique
- Durée : 121 minutes
- Dates de sortie : 
  - Allemagne : 29 septembre 2016

## Distribution
- Ivo Pietzcker : Ernst Lossa
- Sebastian Koch : Dr. Werner Veithausen
- Thomas Schubert : Paul Hechtle
- Fritzi Haberlandt : l'infirmière en chef Sophia
- Henriette Confurius : Edith Kiefer
- Branko Samarovski : Max Witt
- David Bennent : Oja
- Jule Hermann : Nandl
- Niklas Post : Josef
- Karl Markovics : Christian Lossa
- Patrick Heyn : Nazi
- Lyonel Hollaender : Christoph
- Juls Serger : Hermann Klein
- Franziska Singer : Mme. Klein
- Arne Wichert : Toni

## Distinctions
Le film a été nommé deux fois aux Deutscher Filmpreis et a remporté le Deutscher Filmpreis de la meilleure actrice dans un second rôle pour Fritzi Haberlandt.